# Prisciano
Prisciano di Cesarea (in latino Priscianus Caesariensis; Cesarea di Mauretania, ... – ...; fl. 512-527) è stato un grammatico romano, vissuto tra la fine del V secolo e l'inizio del successivo.

## Biografia
Le notizie biografiche di Prisciano ci sfuggono quasi completamente. Egli nacque e si formò in Nordafrica, a Cesarea (moderna Cherchell, Algeria), capitale della Mauretania Caesariensis.
Secondo Cassiodoro, avrebbe insegnato latino a Costantinopoli all'inizio del VI secolo. Il fatto che avrebbe scritto un panegirico ad Anastasio I (491-518), intorno al 512, aiuta a situarne la cronologia, come anche una subscriptio di un manoscritto priscianeo che si ritiene copiato da uno scriba imperiale, Flavio Teodoro, tra 526 e 527.

## Opere
Le sue Institutiones grammaticae in diciotto libri rappresentano la trattazione più completa di questa disciplina che ci sia stata lasciata dagli antichi. In essa ha ampio svolgimento la morfologia, mentre la sintassi occupa solo gli ultimi due libri.
Scritti minori di Prisciano vertono su argomenti grammaticali, metrologici e metrici come le Partitiones duodecim versuum Aeneidos (cioè l'esegesi grammaticale del primo verso di ciascuno dei dodici libri del poema) e il De accentibus.
Da ricordare anche il suo già citato panegirico dell'imperatore Anastasio I (De laude imperatoris Anastasii).

## Eredità culturale
Insieme a Elio Donato fu molto studiato nel Medioevo, poiché la sua opera esercitò una profonda influenza sull'insegnamento del latino e della grammatica in genere.
Dante Alighieri lo collocò nell'Inferno tra i sodomiti. Non esiste documentazione antecedente a Dante di questo suo peccato, tranne un passo di Uguccione da Pisa, che nelle Derivationes lo crede un prete apostata. Alcuni hanno anche ipotizzato che forse Dante intendesse Priscilliano, eretico del IV secolo, anche se forse il poeta fiorentino si servì di una fonte a noi ignota, oppure voleva solo citare un qualsiasi maestro, professione che, all'epoca, quale "pedagogo", era spesso imputata di sodomita.